# Псиктер з бенкетом гетер
«Псикте́р з бенкетом гетер» (англ. Red-figured Psykter: Four Hetaerae) — керамічна ваза із зображенням бенкета, що утворили чотири гетери за тврчим актом давньогрецького вазописця Ефронія.

## Опис твору
Псиктер набув поширення в Аттиці в другій половині VI століття до н. е. Псиктер використовувався разом з кубковим кратером. Одна з цих посудин призначалася для зберігання снігу або крижаної води, в іншу наливалося нерозбавлене вино. Ймовірно, псиктер слугував для вина. котре охолоджували.
Довершена керамічна форма псиктера з опуклими боками досить незручна для сюжетного живопису. Ця обставина мало засмучувала давньогрецьких вазописців, про що свідчать сюжети, створені на опуклих боках різноманітного керамічного посуду, де фігури розташовані у одній лощині, а голови в другій і здаються закинутими назад. Малі посудини брали до рук і уважно розглядали сюжет. Небагатий побут греків, позбавлений якравих фарб, мимоволі примушував звертати увагу і погляд до розфарбованого посуду.
Всі незручності форми псиктера талановитий Ефроній досить вдало обіграв при створенні сюжета бенкета чотирьох гетер. Вазопис створений широкою смугою у верхній астині посудини, що облямована стрічкою орнамента зверху і смужкою понизу. За волею вазописця чотири гетери зручно розмістилися на ліжках-клініях. Вони грають у коттаб, плескаючи вино з одної посудини до другої. Їх розважає музикантка, котра грає на авлосі .
Ймовірно, сам Ефроній зрозумів, що твір вийшов напрочуд вдалим і залишив на ньому власний підпис. Подав він і імена гетер і навіть діалог, що відбувся під час скромного бенкета. Молоді паньонки перебувають наодинці, тому роздягнені і не соромляться залишатись оголеними. Лише декілька ретельно відтворених деталей обмальовують умовний інтер'єр з смугастими ряднами та подушками.

## Побутування твору (провенанс)
Зберігалась в колекції маркіза Кампана в Римі. 1862  року придбана до збірок Імператорського Ермітажу .

## Промальовка — копія композиції Ефронія з бенкетом чотирьох гетер

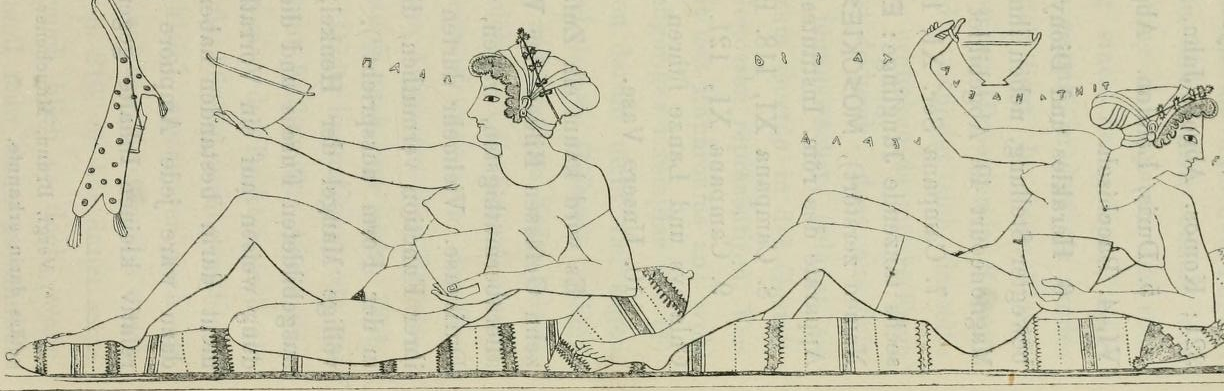
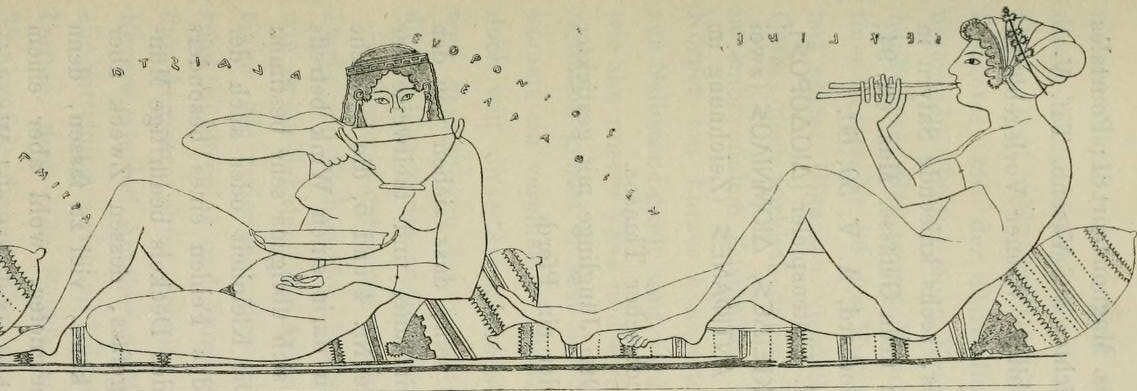